# GLIS2
GLIS2 (англ. GLIS family zinc finger 2) – білок, який кодується однойменним геном, розташованим у людей на 16-й хромосомі. Довжина поліпептидного ланцюга білка становить 524 амінокислот, а молекулярна маса — 55 689.
| 10         |  | 20         |  | 30         |  | 40         |  | 50         |
| ---------- |  | ---------- |  | ---------- |  | ---------- |  | ---------- |
| MHSLDEPLDL |  | KLSITKLRAA |  | REKRERTLGV |  | VRPRALHREL |  | GLVDDSPTPG |
| SPGSPPSGFL |  | LNSKFPEKVE |  | GRFSAAPLVD |  | LSLSPPSGLD |  | SPNGSSSLSP |
| ERQGNGDLPP |  | VPSASDFQPL |  | RYLDGVPSSF |  | QFFLPLGSGG |  | ALHLPASSFL |
| TPPKDKCLSP |  | DLPLPKQLVC |  | RWAKCNQLFE |  | LLQDLVDHVN |  | DYHVKPEKDA |
| GYCCHWEGCA |  | RHGRGFNARY |  | KMLIHIRTHT |  | NEKPHRCPTC |  | SKSFSRLENL |
| KIHNRSHTGE |  | KPYVCPYEGC |  | NKRYSNSSDR |  | FKHTRTHYVD |  | KPYYCKMPGC |
| HKRYTDPSSL |  | RKHIKAHGHF |  | VSHEQQELLQ |  | LRPPPKPPLP |  | APDGGPYVSG |
| AQIIIPNPAA |  | LFGGPGLPGL |  | PLPLAPGPLD |  | LSALACGNGG |  | GSGGGGGMGP |
| GLPGPVLPLN |  | LAKNPLLPSP |  | FGAGGLGLPV |  | VSLLAGAAGG |  | KAEGEKGRGS |
| VPTRALGMEG |  | HKTPLERTES |  | SCSRPSPDGL |  | PLLPGTVLDL |  | STGVNSAASS |
| PEALAPGWVV |  | IPPGSVLLKP |  | AVVN       |  |            |  |            |

A: Аланін

C: Цистеїн

D: Аспарагінова кислота

E: Глутамінова кислота

F: Фенілаланін

G: Гліцин

H: Гістидин

I: Ізолейцин

K: Лізин

L: Лейцин

M: Метіонін

N: Аспарагін

P: Пролін

Q: Глутамін

R: Аргінін

S: Серин

T: Треонін

V: Валін

W: Триптофан

Кодований геном білок за функціями належить до репресорів, активаторів, білків розвитку. 
Задіяний у таких біологічних процесах, як транскрипція, регуляція транскрипції, диференціація клітин, нейрогенез. 
Білок має сайт для зв'язування з іонами металів, іоном цинку, ДНК. 
Локалізований у цитоплазмі, ядрі.